# Eliminacje do Mistrzostw Europy w Piłce Nożnej 2004/Grupa F
W rozgrywkach grupy F eliminacji Euro 2004 wzięło udział 5 drużyn:
- Hiszpania
- Ukraina
- Grecja
- Irlandia Północna
- Armenia

## Tabela
| Zespół            | Pkt | M | W | R | P | Br+ | Br− | +/− |
| ----------------- | --- | - | - | - | - | --- | --- | --- |
| Grecja            | 18  | 8 | 6 | 0 | 2 | 8   | 4   | +4  |
| Hiszpania         | 17  | 8 | 5 | 2 | 1 | 16  | 4   | +12 |
| Ukraina           | 10  | 8 | 2 | 4 | 2 | 11  | 10  | +1  |
| Armenia           | 7   | 8 | 2 | 1 | 5 | 7   | 16  | -9  |
| Irlandia Północna | 3   | 8 | 0 | 3 | 5 | 0   | 8   | -8  |

|                   | Grecja | Hiszpania | Ukraina | Armenia | Irlandia Północna |
| ----------------- | ------ | --------- | ------- | ------- | ----------------- |
| Grecja            | X      | 0:2       | 1:0     | 2:0     | 1:0               |
| Hiszpania         | 0:1    | X         | 2:1     | 3:0     | 3:0               |
| Ukraina           | 2:0    | 2:2       | X       | 4:3     | 0:0               |
| Armenia           | 0:1    | 0:4       | 2:2     | X       | 1:0               |
| Irlandia Północna | 0:2    | 0:0       | 0:0     | 0:1     | X                 |

## Wyniki
Wszytskie godziny podane wg czasu środkowoeuropejskiego
| 7 września 2002 16:00 | Armenia · Petrosjan 73' · Sarkisjan 90+3' (k.) | 2:2(0:2)Raport | Ukraina · 2' Serebrennikow · 33' Zubow | Stadion Hrazdan, Erywań Widzów: 10 000 Sędzia: Mikko Vuorela |
|                       |                                                |                |                                        |                                                              |

| 7 września 2002 20:45 | Grecja | 0:2(0:1)Raport | Hiszpania · 8' Raúl · 77' Valerón | Stadion im. Apostolosa Nikolaidisa, Ateny Widzów: 17 000 Sędzia: Markus Merk |
|                       |        |                |                                   |                                                                              |

| 12 października 2002 18:00 | Ukraina · Worobej 51' · Woronin 90+1' | 2:0(0:0)Raport | Grecja | Stadion Olimpijski, Kijów Widzów: 50 000 Sędzia: René Temmink |
|                            |                                       |                |        |                                                               |

| 12 października 2002 21:45 | Hiszpania · Baraja 19', 89' · Guti 59' | 3:0(1:0)Raport | Irlandia Północna | Estadio Carlos Belmonte, Albacete Widzów: 15 150 Sędzia: Ľuboš Micheľ |
|                            |                                        |                |                   |                                                                       |

| 16 października 2002 19:00 | Grecja · Nikolaidis 2', 59' | 2:0(1:0)Raport | Armenia | Stadion im. Apostolosa Nikolaidisa, Ateny Widzów: 6000 Sędzia: Darko Čeferin |
|                            |                             |                |         |                                                                              |

| 16 października 2002 21:00 | Irlandia Północna | 0:0(0:0)Raport | Ukraina | Windsor Park, Belfast Widzów: 9288 Sędzia: Cosimo Bolognino |
|                            |                   |                |         |                                                             |

| 29 marca 2003 15:00 | Armenia · Petrosjan 86' | 1:0(0:0)Raport | Irlandia Północna | Stadion Hrazdan, Erywań Widzów: 2500 Sędzia: Roland Beck |
|                     |                         |                |                   |                                                          |

| 29 marca 2003 19:00 | Ukraina · Woronin 11' · Gorszkow 90+1' | 2:2(1:0)Raport | Hiszpania · 83' Raúl · 86' Etxeberria | Stadion Olimpijski, Kijów Widzów: 83 400 Sędzia: Mike Riley |
|                     |                                        |                |                                       |                                                             |

| 2 kwietnia 2003 21:00 | Irlandia Północna | 0:2(0:1)Raport | Grecja · 4', 55' Charisteas | Windsor Park, Belfast Widzów: 7187 Sędzia: Grzegorz Gilewski |
|                       |                   |                |                             |                                                              |

| 2 kwietnia 2003 21:45 | Hiszpania · Tristán 64' · Helguera 69' · Joaquín 90+3' | 3:0(0:0)Raport | Armenia | Estadio Reino de León, León Widzów: 13 500 Sędzia: Alon Jefet |
|                       |                                                        |                |         |                                                               |

| 7 czerwca 2003 18:00 | Ukraina · Gorszkow 28' · Szewczenko 65' (k.), 73' · Fedorow 90+2' | 4:3(1:1)Raport | Armenia · 15' (k.), 52' Sarkisjan · 74' Petrosjan | Stadion Olimpijski, Kijów Widzów: 32 000 Sędzia: Hermann Albrecht |
|                      |                                                                   |                |                                                   |                                                                   |

| 7 czerwca 2003 21:45 | Hiszpania | 0:1(0:1)Raport | Grecja · 44' Jannakopulos | La Romareda, Saragossa Widzów: 32 000 Sędzia: Alain Sars |
|                      |           |                |                           |                                                          |

| 11 czerwca 2003 20:00 | Grecja · Charisteas 87' | 1:0(0:0)Raport | Ukraina | Stadion im. Apostolosa Nikolaidisa, Ateny Widzów: 18 000 Sędzia: Frank De Bleeckere |
|                       |                         |                |         |                                                                                     |

| 11 czerwca 2003 21:00 | Irlandia Północna | 0:0(0:0)Raport | Hiszpania | Windsor Park, Belfast Widzów: 11 365 Sędzia: Claus Bo Larsen |
|                       |                   |                |           |                                                              |

| 6 września 2003 18:00 | Armenia | 0:1(0:1)Raport | Grecja · 36' Wrizas | Stadion Hrazdan, Erywań Widzów: 6500 Sędzia: René Temmink |
|                       |         |                |                     |                                                           |

| 6 września 2003 18:15 | Ukraina | 0:0(0:0)Raport | Irlandia Północna | Stadion Szachtar, Donieck Widzów: 27 000 Sędzia: Wolfgang Stark |
|                       |         |                |                   |                                                                 |

| 10 września 2003 21:00 | Irlandia Północna | 0:1(0:1)Raport | Armenia · 27' Karamian | Windsor Park, Belfast Widzów: 8616 Sędzia: Anton Stredák |
|                        |                   |                |                        |                                                          |

| 10 września 2003 21:45 | Hiszpania · Raúl 59', 71' | 2:1(0:0)Raport | Ukraina · 84' Szewczenko | Estadio Manuel Martínez Valero, Elche Widzów: 33 847 Sędzia: Terje Hauge |
|                        |                           |                |                          |                                                                          |

| 11 października 2003 18:00 | Armenia | 0:4(0:1)Raport | Hiszpania · 7' Valerón · 75' Raúl · 86', 90+1' Reyes | Stadion Hrazdan, Erywań Widzów: 15 000 Sędzia: Urs Meier |
|                            |         |                |                                                      |                                                          |

| 11 października 2003 18:00 | Grecja · Tsiartas 68' | 1:0(0:0)Raport | Irlandia Północna | Stadion im. Apostolosa Nikolaidisa, Ateny Widzów: 15 500 Sędzia: Lucílo Baptista |
|                            |                       |                |                   |                                                                                  |